# Blaise
Blaise ist als eine französische Form des römischen Namens Blasius ein französischer männlicher Vorname, der auch in der französischsprachigen Schweiz recht häufig vorkommt, sowie ein von dem Vornamen abgeleiteter Familienname.

## Namensträger

### Vorname
- Blaise Bron (1918–2004), Schweizer Grafiker, Designer, Buchgestalter und Fotograf
- Blaise Cendrars (1887–1961), Schweizer Schriftsteller
- Blaise Clerc (1911–2001), Schweizer Politiker
- Blaise Compaoré (* 1951), Präsident von Burkina Faso
- Blaise Diagne (1872–1934), senegalesischer Politiker
- Blaise Giezendanner (* 1991), französischer Skirennläufer
- Blaise Kouassi (* 1975), ivorischer Fußballspieler
- Blaise Mamoum (* 1979), kamerunischer Fußballspieler
- Blaise Matuidi (* 1987), französischer Fußballspieler
- Blaise de Monluc (1502–1577), französischer Historiker, Marschall von Frankreich von 1574 bis 1577
- Blaise Nkufo (* 1975), Schweizer Fußballspieler
- Blaise Pascal (1623–1662), französischer Mathematiker, Physiker, Literat und Philosoph
- Blaise Siwula (* 1950), US-amerikanischer Musiker im Bereich des Modern Creative und der improvisierten Musik
- Blaise Sonnery (* 1985), französischer Radrennfahrer

### Familienname
- Aaron Blaise (* 1968), US-amerikanischer Animator und Filmregisseur
- Clark Blaise (* 1940), kanadischer Schriftsteller
- Edmond Blaise (1872–1939), Chemiker
- Guy Blaise (* 1980), belgisch-luxemburgischer Fußballspieler
- Julie Blaise (* 1975), französische Schwimmerin
- Luna Blaise (* 2001), US-amerikanische Schauspielerin und Sängerin
- Pierre Blaise (1955–1975), französischer Schauspieler

### Kunstfigur
- Modesty Blaise, eine Comic- und Romanfigur von Peter O’Donnell

## Sonstiges

### Flüsse in Frankreich
- Blaise (Eure), Nebenfluss der Eure
- Blaise (Marne), Nebenfluss der Marne